# Acosta (Monagas)
Pour les articles homonymes, voir Acosta.
Acosta est l'une des treize municipalités de l'État de Monagas au Venezuela. Son chef-lieu est San Antonio de Maturín. En 2011, la population s'élève à 18 218 habitants.

## Géographie

### Subdivisions
La municipalité possède une seule paroisse civile et une parroquia capital, traduite ici par « capitale » (en italiques et suivie d'une astérisque) avec, chacune à sa tête, une capitale (entre parenthèses) :
- Capitale Acosta * (San Antonio de Maturín) ;
- San Francisco (San Francisco).

## Tourisme
Les Portes de Miraflores sont deux montagnes séparées par la rivière Guarapiche.

## Gouvernement

### Maire
- Jesús Velásquez (2021 - 2025).